# Васьковський Євген Володимирович
Професор Євге́н Володи́мирович Васько́вський (пол. Eugeniusz Włodzimierz Waśkowski; 21 лютого 1866, Аккерман — 29 травня 1942, Варшава) — російський і польський цивіліст і процесуаліст, адвокат і суддя.

## Життєпис
Євген Володимирович Васьковський народився 21 лютого 1866 року в Аккермані (за іншими даними в Одесі), у родині збіднілих дворян, що походили з Польщі. Початкову освіту отримав у Першій одеській казенній гімназії, яку закінчив із золотою медаллю в 1883 році. Потім вступив на юридичний факультет Імператорського Новоросійського університету. Після закінчення університету, в 1888–1897 роках, займався адвокатською практикою як присяжний повірений у цивільних справах.
У 1893 році написав роботу «Організація адвокатури», видану в Санкт-Петербурзі двома томами, і звернувся до Ради юридичного факультету Санкт-Петербурзького університету з проханням про допуск його до захисту цього твору як дисертації на ступінь магістра цивільного права, але отримав відмову. Однак, за підтримки Габріеля Шершеневича, домігся допуску до магістерського іспиту в Казанському університеті і отримав, після його успішного складення, наукове відрядження до Західної Європи. Протягом року — з літа 1894 року і до літа 1895 — слухав лекції з філософії та юриспруденції провідних європейських правознавців в університетах Німеччини та Франції, при цьому він працював у бібліотеках, публікувався, займався перекладами іноземних творів на російську мову.
1894 року вийшов перший том його «Підручника цивільного права», а 1896 в Санкт-Петербурзі — другий том. За його словами, це був «підручник, що містить в собі стислий нарис теорії цивільного права з швидкими вказівками на іноземні кодекси і літературу і більш детальний виклад діючого російського законодавства у зв'язку з тлумаченнями вітчизняних юристів та касаційною практикою». Протягом 1894–1895 років опублікував серію статей з питань цивільного права та цивільного судочинства в «Журналі Санкт-Петербурзького Юридичного суспільства» і «Журналі Міністерства юстиції». У 1895 році в Санкт-Петербурзі побачила світ його книга «Основні питання адвокатської етики».
У 1897 році захистив як кандидатську дисертацію роботу «Організація адвокатури». Про неї схвально відгукнувся Габріель Шершеневич. У тому ж році він був прийнятий на посаду приват-доцента кафедри цивільного права та цивільного судочинства в Імператорський Новоросійський університет.
У 1901 році в Казанському університеті захистив вже докторську дисертацію «Вчення про тлумачення та застосування цивільних законів» (перша частина його «Цивілістичної методології»).
У 1904 році став екстраординарним професором по кафедрі цивільного права та цивільного судочинства в Новоросійському університеті, а в 1906 році зайняв посаду ординарного професора по тій же кафедрі.
Після установи в жовтні 1906 Міністерством народної освіти, виборної посади проректора університету, був обраний проректором Новоросійського університету з роботи зі студентами. Але в лютому 1909, на підставі рішення Кримінального касаційного департаменту Урядового Сенату, він був усунутий з посади, із забороною перебувати на державній службі протягом трьох років. Справа отримала великий суспільний резонанс. Студенти і викладачі Новоросійського університету висловлювали протести проти суду над Євгеном Володимировичем, але вони не дали результату. У Російському біографічному словнику сказано, що причиною відмови від посади було неприйняття ним репресивних заходів проти студентів у 1905–1906 роках. Викладав на Одеських вищих жіночих курса.
У 1913 році були видані перший том «Курсу цивільного процесу» і «Керівництво до тлумачення і застосування законів для початківців юристів», а в 1914 році вийшло перше видання «Підручника цивільного процесу» (друге широко відоме видання було опубліковано в 1917).
Про останній період життя Євгена Васьковського в російськомовних джерелах збереглося вкрай мало відомостей. Було відомо тільки, що він емігрував до Чехословаччини, де до 1928 року читав лекції з цивільного права та цивільного судочинства студентам Російського Юридичного факультету в Празі.
За польськими джерелами в 1917—1919 роках Васьковський був суддею в Одесі, в 1919 році став світовим суддею у Вільнюсі. З 1921 року — професор у Вільнюському університеті. У 1921—1924 роках очолював кафедру цивільного права та процесу, в 1924—1934 роках — кафедру цивільного права, займав пост декана юридичного факультету в 1925/1926 навчальному році, а з 1936 року читав лекції як почесний професор. З 1928 року був членом комітету з кодифікації Республіки Польща, а також почесним суддею у Вільнюському окружному суді. У 1938 році він став членом-кореспондентом Польської академії знань.
Євген Васьковський, приділяючи пильну професійну увагу проблемам цивільного права, не менш уважно спостерігав за повсякденним життям Одеси, публікуючи свої фейлетони, рецензії, відгуки на сторінках одеських періодичних видань, під псевдонімами Мартин Боруля і Maestro. Публікації Васьковського в газетах «Одесский вестник» і «Одесские новости» є унікальним свідченням очевидця і безпосереднього учасника громадсько-політичного і культурного життя Одеси кінця ХІХ століття.

## Наукова діяльність
Євген Володимирович Васьковський — популярний юрист початку XX століття. В його працях розглядалися питання з різних областей юридичної науки. Він написав підручники з цивільного права, цивільного процесу, морського торговельного права, роботи з організації та перспектив розвитку російської адвокатури, керівництво з юридичної етики, юридичної техніки і тлумачення права. Він був відомий також як редактор перекладів німецького видання по «теорії володіння» Иеринга і видання з французької філософії першої половини XIX століття. Книги Васьковського перевидаються досі. Особливо відомий підручник цивільного процесу. Це була перша книга, яка повністю і на належному науковому рівні, висвітлює цивільне процесуальне право, його базові принципи і норми, взаємозв'язок з цивільним правом. Високий рівень видання відразу ж був визнаний сучасниками. Процесуаліст А. А. Бугаєвський визнав підручник Євгена Васьковського «найповнішим з існуючих підручників цивільного процесу», назвав його «зразковим підручником цивільного процесу і прекрасним посібником для початківців юристів». Аналогічно про нього відгукувався і Т. М. Яблочков. Васьковський сприяв розвитку законодавства, що регулює цивільне судочинство в Республіці Польща, а також науки цивільного процесу. Написав керівництва з польського цивільного процесу (пол. Podręcznik procesu cywilnego, 1932; System procesu cywilnego, 1932), публікувався в «Варшавській судовій газеті» (пол. Gazetą Sądową Warszawską).